# Präsidentschaftswahl in Polen 2025
Die Präsidentschaftswahl in Polen 2025 war die achte Wahl des polnischen Staatspräsidenten in der Dritten Polnischen Republik. Der erste Wahlgang fand am 18. Mai 2025 statt. Da kein Kandidat eine absolute Mehrheit erreichen konnte, kam es am 1. Juni 2025 zu einer Stichwahl zwischen Rafał Trzaskowski und Karol Nawrocki, die Nawrocki für sich entschied. Der amtierende Präsident Andrzej Duda war nach zwei vollendeten Amtszeiten von einer erneuten Wiederwahl ausgeschlossen.

## Ausgangslage
Der formell parteilose, jedoch weiter eng der Prawo i Sprawiedliwość (PiS) verbundene Präsident Andrzej Duda hat zehn Jahre lang über zwei Amtszeiten amtiert. Eine dritte Amtszeit war nach geltendem polnischen Recht nicht möglich. Duda wurde im Mai 2015 zum ersten Mal gewählt und löste damit Bronisław Komorowski von der Platforma Obywatelska ab. Im gleichen Jahr erlangte die PiS erstmals eine absolute Mehrheit bei den Parlamentswahlen. Diese Machtstellung der PiS wurde erst bei der Parlamentswahl im Oktober 2023 durchbrochen, bei der sie ihre absolute Mehrheit verlor und stattdessen Koalicja Obywatelska, Trzecia Droga und Lewica eine Regierungskoalition bildeten.
Das seit Dezember 2023 regierende Kabinett Tusk III wurde bei mehreren Vorhaben durch den Präsidenten Duda eingeschränkt, der Gesetzesvorhaben entweder an das Verfassungsgericht weiterleitete oder durch ein suspensives Veto blockierte. Die Richter des Verfassungsgerichts gelten mehrheitlich als PiS-loyal. Allerdings werden die Urteile des Verfassungsgerichts seit Ende 2024 von der Regierung ignoriert.

## Kandidaten
Bewerber um das politische Amt mussten im Vorfeld ein Wahlkomitee bilden und die Unterschriften von mindestens 100.000 Wahlberechtigten sammeln. Die Frist für die Registrierung eines Komitees endete am 24. März 2025. Insgesamt wurden 44 Komitees angemeldet, aus denen 13 in der erfolgreichen Registrierung eines Kandidaten mündeten. Für das Amt des Präsidenten gilt ein Mindestalter von 35 Jahren.
Für das mittlerweile regierende Bündnis Koalicja Obywatelska tritt wie schon bei der vorangegangenen Wahl Rafał Trzaskowski an. Der Oberbürgermeister von Warschau setzte sich in einer parteiinternen Vorwahl gegen den Außenminister Radek Sikorski durch. Von den 25.000 Mitgliedern der „Bürgerkoalition“ hatten sich im November 2024 rund 22.000 Personen an der Vorauswahl beteiligt, wobei sich rund drei Viertel der Teilnehmer für die erneute Kandidatur Trzaskowskis aussprachen. Der als liberal geltende Trzaskowski unterlag 2020 nur knapp gegen Duda. Eine diskutierte Kandidatur aus den Reihen der gesamten Koalition scheiterte letztlich am Willen, sich auf einen gemeinsamen Kandidaten zu einigen. So kündigte auch Sejmmarschall Szymon Hołownia aus der Trzecia Droga an, kandidieren zu wollen, ebenso wie die stellvertretende Senatsvorsitzende Magdalena Biejat für die Nowa Lewica.
Aus der nationalkonservativen Prawo i Sprawiedliwość wurde Karol Nawrocki nominiert. Der offiziell parteilose Kandidat leitet seit Juli 2021 das Institut für Nationales Gedenken. Dieses Amt verbietet ihm formal, Mitglied einer Partei zu sein oder sich an parteipolitischen Tätigkeiten zu beteiligen. Offizieller Kandidat der Konfederacja ist deren Co-Vorsitzender Sławomir Mentzen, nachdem im Januar 2025 der katholische Traditionalist Grzegorz Braun seine Kandidatur angekündigt hatte und daraufhin aus der Partei ausgeschlossen worden war.
Folgende Kandidaten konnten die Voraussetzungen erfüllen und wurden erfolgreich für die Wahl registriert:
- Artur Bartoszewicz (parteilos)
- Magdalena Biejat (parteilos)
- Grzegorz Braun (Konfederacja Korony Polskiej)
- Szymon Hołownia (Polska 2050)
- Marek Jakubiak (Federacja dla Rzeczypospolitej)
- Maciej Maciak (parteilos)
- Sławomir Mentzen (Konfederacja Wolność i Niepodległość)
- Karol Nawrocki (parteilos)
- Joanna Senyszyn (parteilos)
- Krzysztof Stanowski (parteilos)
- Rafał Trzaskowski (Platforma Obywatelska)
- Marek Woch (Bezpartyjni Samorządowcy - Łączy nas Polska)
- Adrian Zandberg (Lewica Razem)

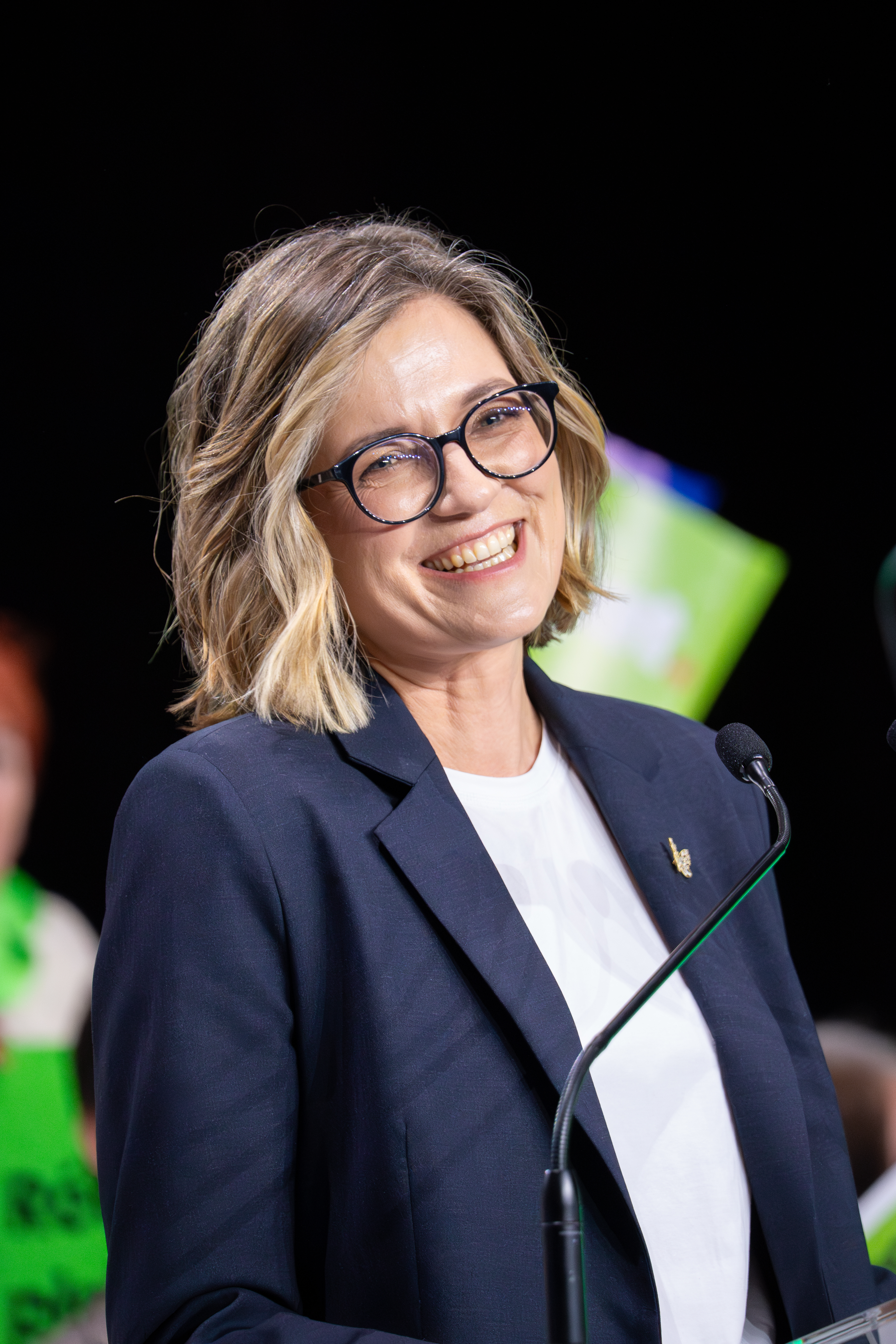
Magdalena Biejat
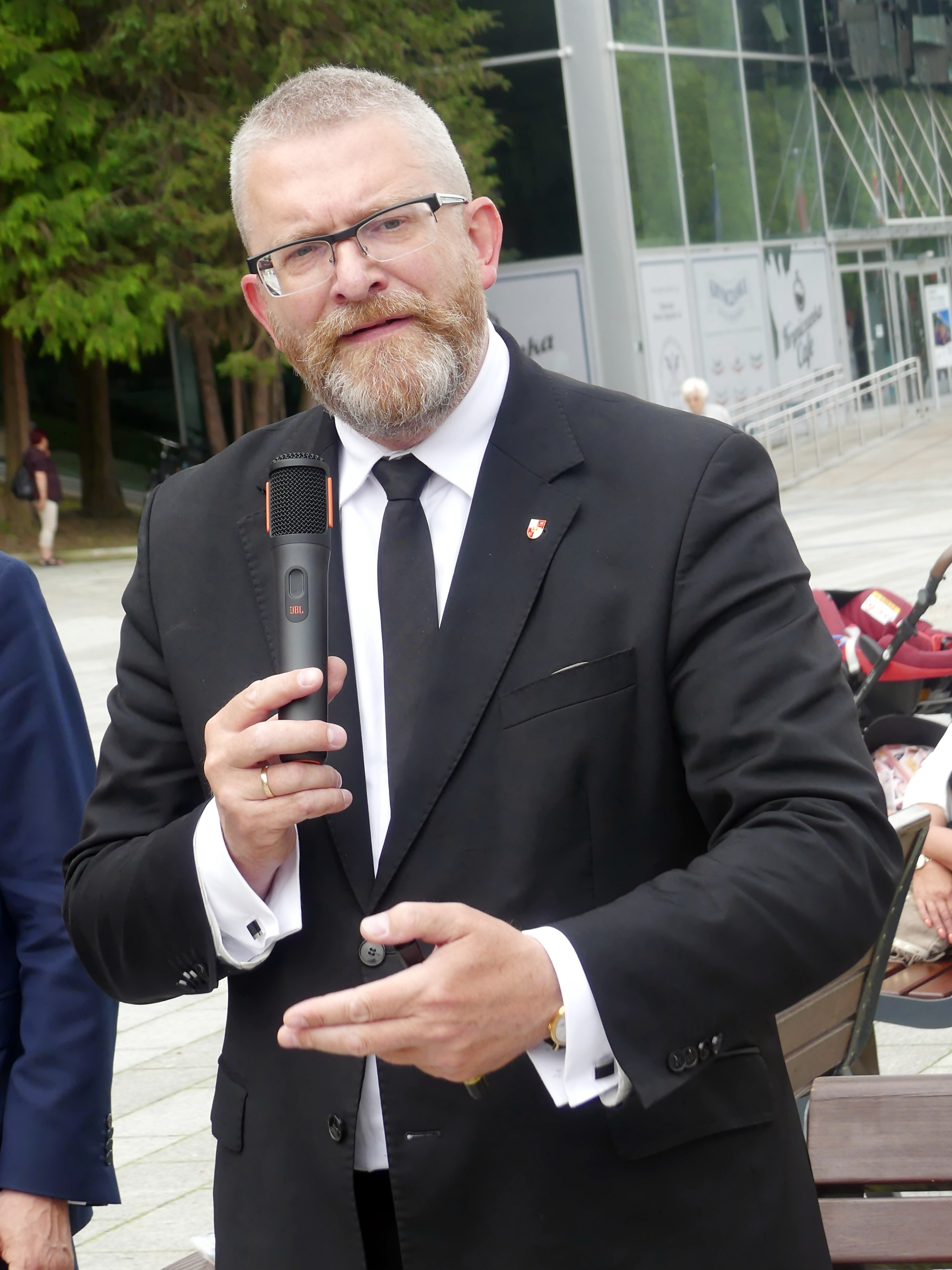
Grzegorz Braun
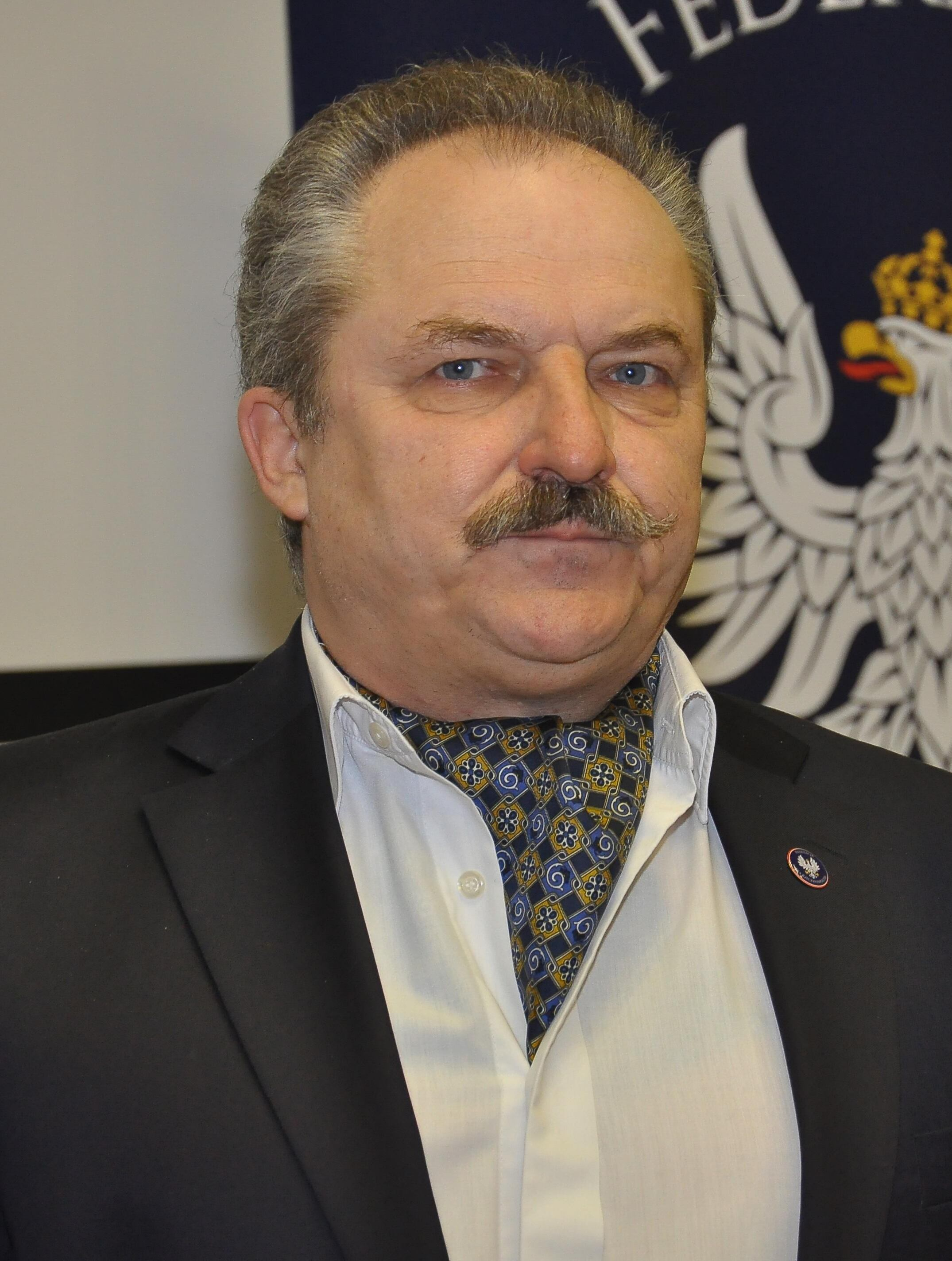
Marek Jakubiak
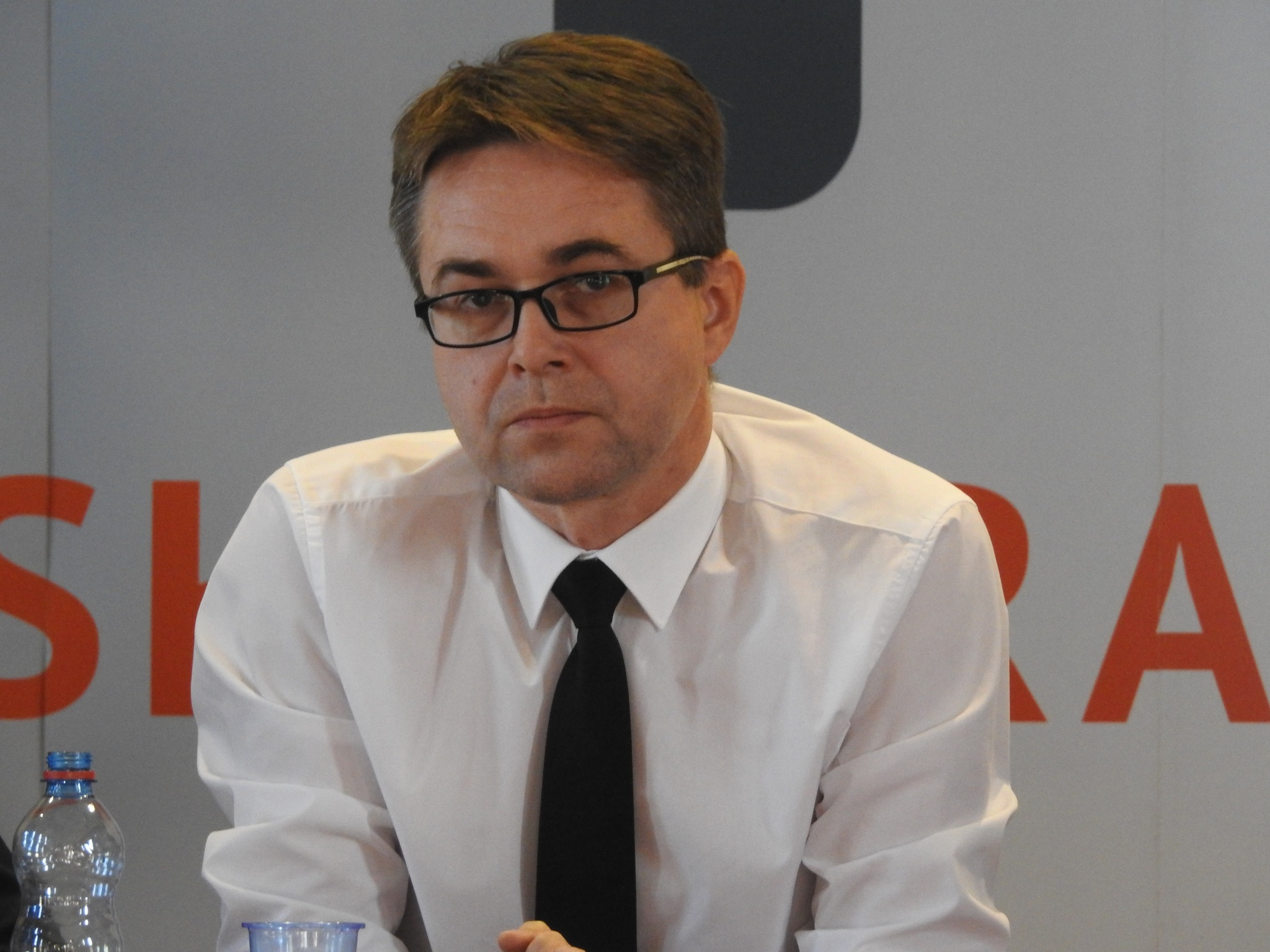
Maciej Maciak
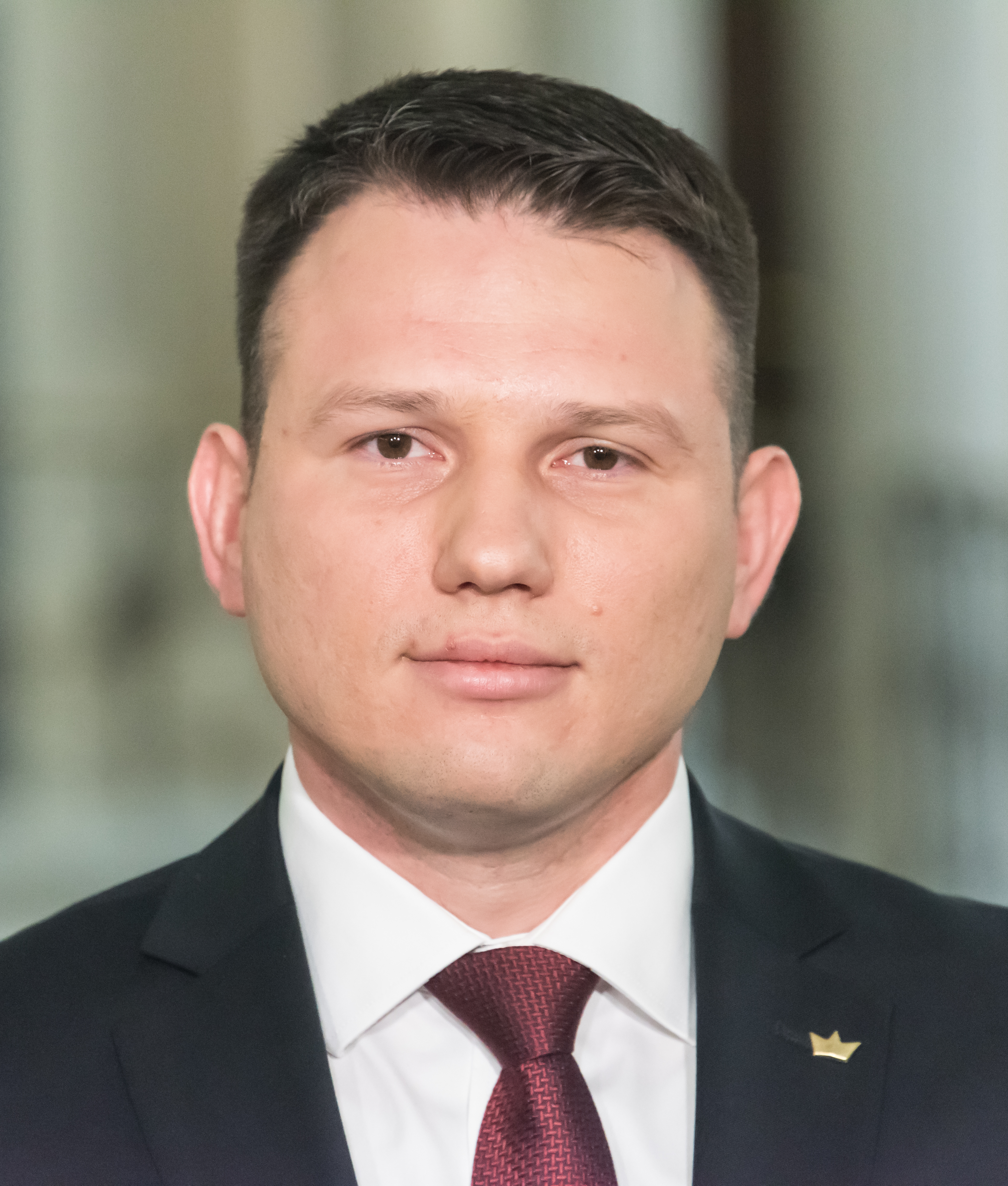
Sławomir Mentzen
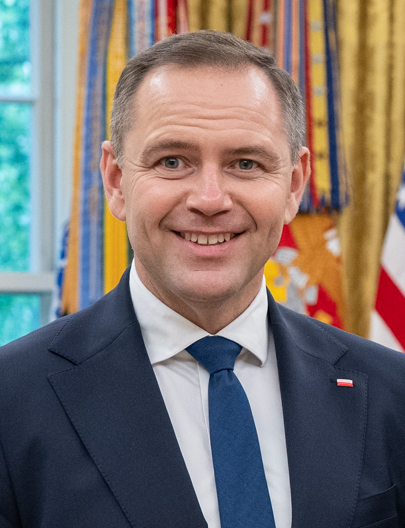
Karol Nawrocki
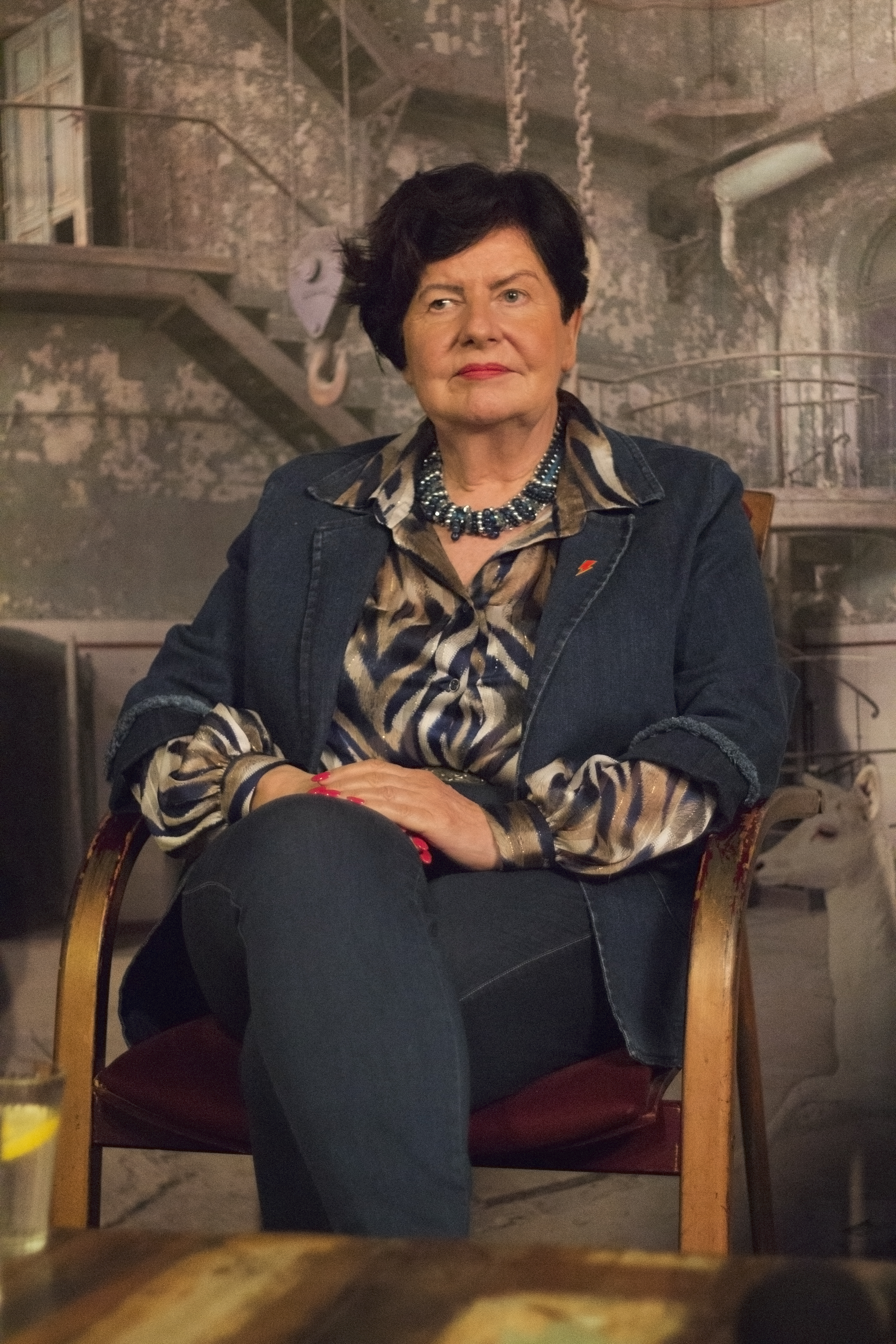
Joanna Senyszyn
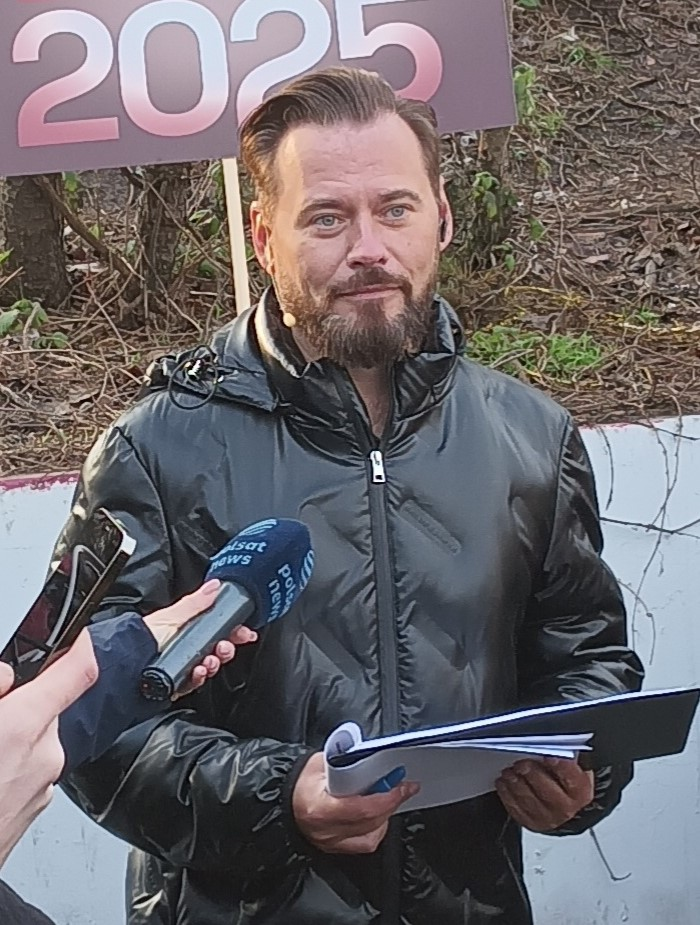
Krzysztof Stanowski
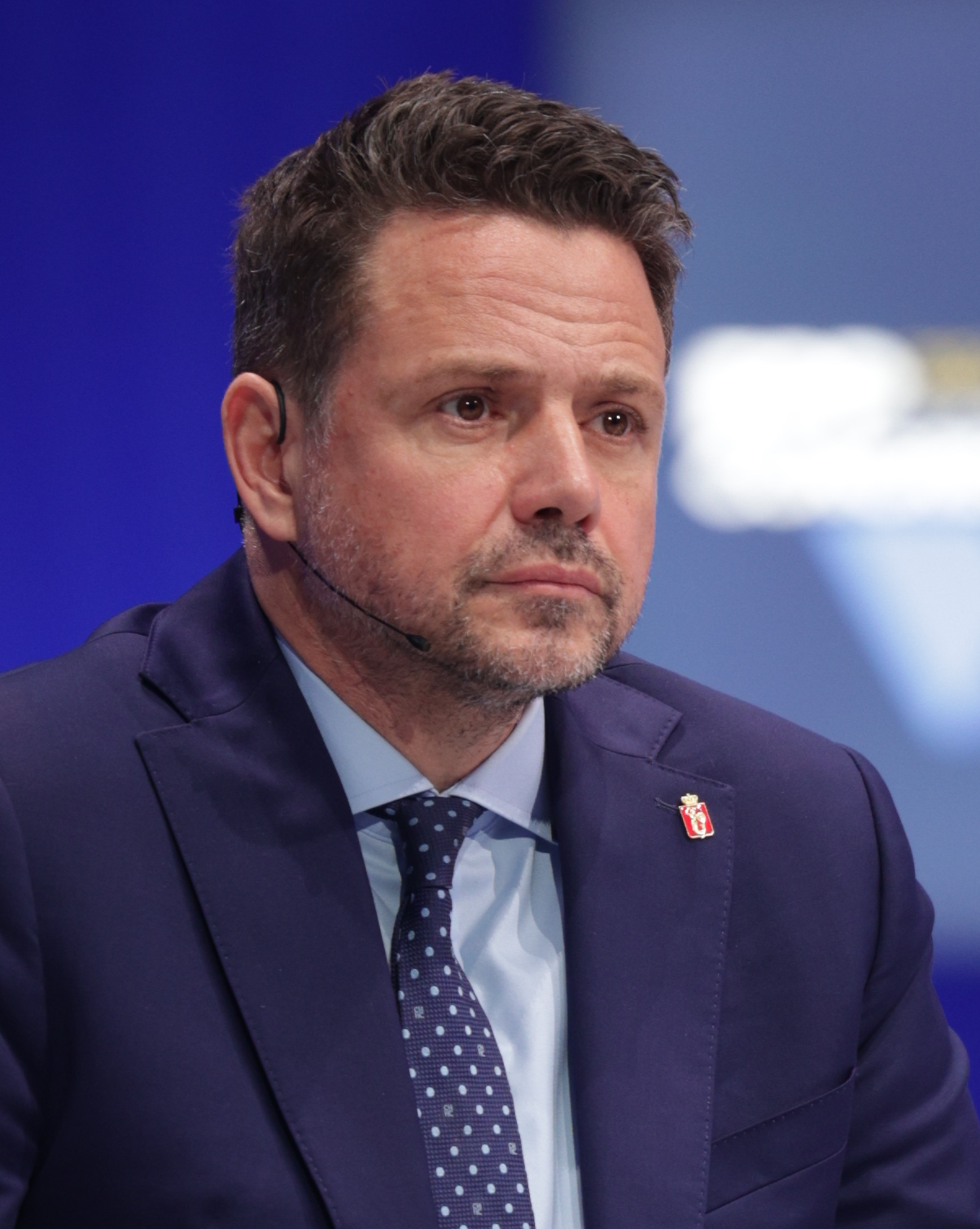
Rafał Trzaskowski
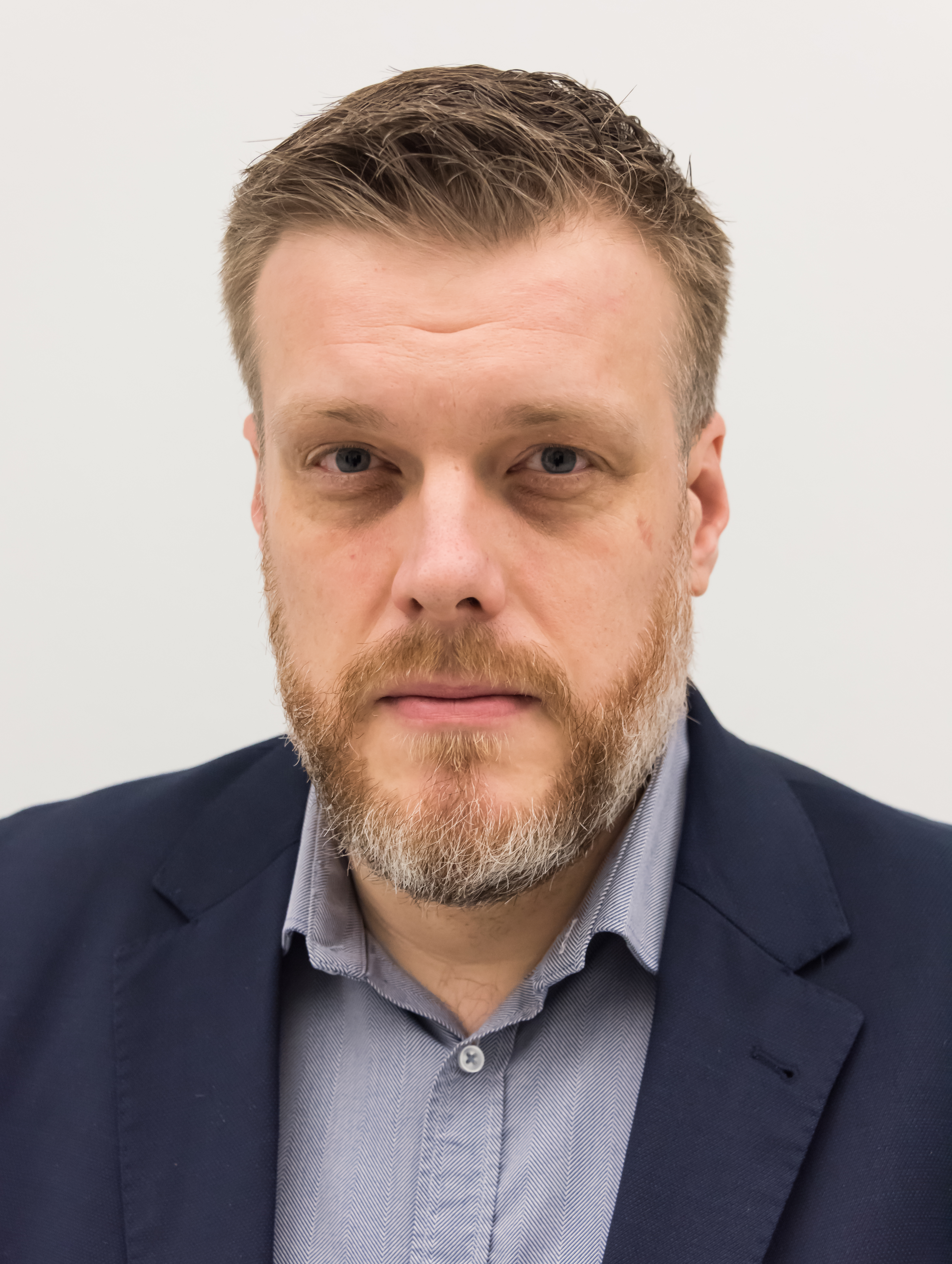
Adrian Zandberg

## Umfragen
Seit Beginn der Umfrageerhebungen Ende 2024 führte Rafał Trzaskowski diese an. Der Kandidat der oppositionellen PiS, Karol Nawrocki, lag in den Umfragen für den ersten Wahlgang mit rund 25 Prozent beständig hinter ihm. Ab dem Februar 2025 stiegen die Umfragewerte von Sławomir Mentzen von ursprünglich knapp 10 Prozent bis auf annähernd 20 Prozent im März, sanken anschließend aber wieder auf rund 12 Prozent.
Für eine Stichwahl zwischen den Kandidaten von KO und PiS wurde in Umfragen Trzaskowski mit Werten zwischen 55 und 60 Prozent als Favorit angesehen, während Nawrocki nur auf 40 bis 45 Prozent der Wählerstimmen kommen sollte. Kurz nach dem ersten Wahlgang näherten sich die Werte von Trzaskowski und Nawrocki jedoch an.

Umfrageverlauf für den ersten Wahlgang
Umfrageverlauf für die Stichwahl zwischen Trzaskowski und Nawrocki

## Ergebnis
| Kandidaten                                                        | Kandidaten          | Parteien                             | 1. Wahlgang | 1. Wahlgang | 2. Wahlgang | 2. Wahlgang |
| Kandidaten                                                        | Kandidaten          | Parteien                             | Stimmen     | %           | Stimmen     | %           |
| ----------------------------------------------------------------- | ------------------- | ------------------------------------ | ----------- | ----------- | ----------- | ----------- |
|                                                                   | Rafał Trzaskowski   | Platforma Obywatelska                | 6.147.797   | 31,4        | 10.237.286  | 49,1        |
|                                                                   | Karol Nawrocki      | Prawo i Sprawiedliwość               | 5.790.804   | 29,5        | 10.606.877  | 50,9        |
|                                                                   | Sławomir Mentzen    | Konfederacja Wolność i Niepodległość | 2.902.448   | 14,8        |             |             |
|                                                                   | Grzegorz Braun      | Konfederacja Korony Polskiej         | 1.242.917   | 6,3         |             |             |
|                                                                   | Szymon Hołownia     | Trzecia Droga                        | 978.901     | 5,0         |             |             |
|                                                                   | Adrian Zandberg     | Lewica Razem                         | 952.832     | 4,9         |             |             |
|                                                                   | Magdalena Biejat    | Lewica                               | 829.361     | 4,2         |             |             |
|                                                                   | Krzysztof Stanowski | parteilos                            | 243.479     | 1,2         |             |             |
|                                                                   | Joanna Senyszyn     | Stowarzyszenie Lewicy Demokratycznej | 214.198     | 1,1         |             |             |
|                                                                   | Marek Jakubiak      | Wolni Republikanie                   | 150.698     | 0,8         |             |             |
|                                                                   | Artur Bartoszewicz  | parteilos                            | 95.640      | 0,5         |             |             |
|                                                                   | Maciej Maciak       | Ruch Dobrobytu i Pokoju              | 36.371      | 0,2         |             |             |
|                                                                   | Marek Woch          | Bezpartyjni Samorządowcy             | 18.338      | 0,1         |             |             |
| Gesamt                                                            | Gesamt              | Gesamt                               | 19.603.784  | 100         | 20.844.163  | 100         |
|                                                                   |                     |                                      |             |             |             |             |
| Ungültige Stimmen                                                 | Ungültige Stimmen   | Ungültige Stimmen                    | 85.813      | 0,4         | –           | –           |
| Wähler                                                            | Wähler              | Wähler                               | 19.689.597  | 67,3        | –           | –           |
| Wahlberechtigte                                                   | Wahlberechtigte     | Wahlberechtigte                      | 29.252.340  |             | –           |             |
|                                                                   |                     |                                      |             |             |             |             |
| Quelle: Państwowej Komisji Wyborczej („Nationale Wahlkommission“) |                     |                                      |             |             |             |             |

Karte des ersten Wahlgangs nach Powiat

Karte des zweiten Wahlgangs nach Powiat

Nach Auszählung aller Stimmen hat die Wahlkommission Karol Nawrocki zum Wahlsieger mit 50,89 Prozent der Stimmen erklärt. In ersten Hochrechnungen nach Schließung der Wahllokale lag noch Rafał Trzaskowski vorne. Nawrocki trat mit einer christlich-nationalistischen und kulturell konservativen Agenda an und stellte sich gegen die regierende Koalition von Donald Tusk. Nawrocki und Trzaskowski unterscheiden sich zudem in ihrer Haltung zur weiteren Stärkung der Beziehungen zur Europäischen Union und zur NATO-Mitgliedschaft der Ukraine – Trzaskowski unterstützte beides. Auch lehnt Nawrocki in Gegensatz zu Trzaskowski sowohl den Beitritt der Ukraine zur NATO als auch eine Vertiefung der Beziehungen zur EU ab.